# Gordon Murray T.33
La GMA T.33 (Gordon Murray Automotive Type 33) è un'autovettura sportiva prodotta dalla casa automobilistica britannica Gordon Murray Automotive. 
Progettata da Gordon Murray è il secondo modello della casa automobilistica e segue la T.50.

## Descrizione
Il design della T.33 segue gli indirizzi stilistici delle Gran Turismo degli anni '60. Ha una configurazione coupé a due posti con carrozzeria interamente in fibra di carbonio, montata su un telaio composito (fibra di carbonio e alluminio). La capacità di carico complessiva è di 280 litri, suddivisa tra un vano anteriore e due scomparti collocati davanti alle ruote posteriori.
Il motore V12 Cosworth, lo stesso del modello T.50, ha una cilindrata di 3,99 litri con quattro valvole per cilindro ed è in grado di erogare 617 CV a 10.500 giri/min con una coppia di 451 Nm a 9.500 giri/min. La potenza viene trasmessa alle ruote posteriori tramite una trasmissione manuale Xtrac a 6 marce.

## Produzione
GMA prevede di costruire 100 esemplari della T.33 nel suo stabilimento di Surrey. Ogni auto ha un costo di 1,37 milioni di sterline, tasse locali escluse.

## Caratteristiche
| Caratteristiche tecniche - GMA T33                                                        | Caratteristiche tecniche - GMA T33 | Caratteristiche tecniche - GMA T33 | Caratteristiche tecniche - GMA T33 | Caratteristiche tecniche - GMA T33 | Caratteristiche tecniche - GMA T33 |
| ----------------------------------------------------------------------------------------- | --- | --- | --- | --- | --- |
|                                                                                           | | | | | |
| Configurazione                                                                            | | | | | |
| Carrozzeria: Coupè                                                                        | Carrozzeria: Coupè | Posizione motore: Centrale longitudinale | Posizione motore: Centrale longitudinale | Trazione: posteriore | Trazione: posteriore |
| Dimensioni e pesi                                                                         | | | | | |
| Ingombri (lungh.×largh.×alt. in mm): 4398 × 1850 × 1135                                   | Ingombri (lungh.×largh.×alt. in mm): 4398 × 1850 × 1135 | Ingombri (lungh.×largh.×alt. in mm): 4398 × 1850 × 1135 | Ingombri (lungh.×largh.×alt. in mm): 4398 × 1850 × 1135 | Diametro minimo sterzata: | Diametro minimo sterzata: |
| Interasse: 2735 mm                                                                        | Interasse: 2735 mm | Carreggiate: anteriore 1591 mm - posteriore 1530 mm mm | Carreggiate: anteriore 1591 mm - posteriore 1530 mm mm | Altezza minima da terra: 120 mm (anteriore), 145 mm (posteriore) mm | Altezza minima da terra: 120 mm (anteriore), 145 mm (posteriore) mm |
| Posti totali: 2                                                                           | Posti totali: 2 | Bagagliaio: | Bagagliaio: | Serbatoio: 75 litri | Serbatoio: 75 litri |
| Masse                                                                                     | a vuoto: 1090 kg | a vuoto: 1090 kg | a vuoto: 1090 kg | a vuoto: 1090 kg | a vuoto: 1090 kg |
| Meccanica                                                                                 | | | | | |
| Tipo motore: motore V12 da 65° con lubrificazione a carter secco                          | Tipo motore: motore V12 da 65° con lubrificazione a carter secco | Tipo motore: motore V12 da 65° con lubrificazione a carter secco | Cilindrata: Alesaggio 81,5 mm - Corsa 63,8 mm; totale:3.994 cm³ | Cilindrata: Alesaggio 81,5 mm - Corsa 63,8 mm; totale:3.994 cm³ | Cilindrata: Alesaggio 81,5 mm - Corsa 63,8 mm; totale:3.994 cm³ |
| Distribuzione: a doppio albero a camme per ogni bancata e 4 valvole in testa per cilindro | Distribuzione: a doppio albero a camme per ogni bancata e 4 valvole in testa per cilindro                                                                                      | Distribuzione: a doppio albero a camme per ogni bancata e 4 valvole in testa per cilindro                                                                                      | Alimentazione: | Alimentazione: | Alimentazione: |
| Prestazioni motore                                                                        | Potenza: 617 CV (454 kW a 10.250 RPM / Coppia: 463 Nm a 6.750 RPM | Potenza: 617 CV (454 kW a 10.250 RPM / Coppia: 463 Nm a 6.750 RPM | Potenza: 617 CV (454 kW a 10.250 RPM / Coppia: 463 Nm a 6.750 RPM | Potenza: 617 CV (454 kW a 10.250 RPM / Coppia: 463 Nm a 6.750 RPM | Potenza: 617 CV (454 kW a 10.250 RPM / Coppia: 463 Nm a 6.750 RPM |
| Frizione: A secco, Ø 184 mm                                                               | Frizione: A secco, Ø 184 mm | Frizione: A secco, Ø 184 mm | Cambio: Manuale a 6 marce+RM | Cambio: Manuale a 6 marce+RM | Cambio: Manuale a 6 marce+RM |
| Telaio                                                                                    | | | | | |
| Corpo vettura                                                                             | monoscocca in fibra di carbonio | monoscocca in fibra di carbonio | monoscocca in fibra di carbonio | monoscocca in fibra di carbonio | monoscocca in fibra di carbonio |
| Sospensioni                                                                               | anteriori: Doppio braccio oscillante / posteriori: Doppio braccio oscillante                                                                                                   | anteriori: Doppio braccio oscillante / posteriori: Doppio braccio oscillante                                                                                                   | anteriori: Doppio braccio oscillante / posteriori: Doppio braccio oscillante                                                                                                   | anteriori: Doppio braccio oscillante / posteriori: Doppio braccio oscillante                                                                                                   | anteriori: Doppio braccio oscillante / posteriori: Doppio braccio oscillante                                                                                                   |
| Freni                                                                                     | anteriori: freno carboceramico 370 mm x 34 mm con pinza monoblocco a sei pistoncini / posteriori: freno carboceramico 340 mm x 34 mm con pinza monoblocco a quattro pistoncini | anteriori: freno carboceramico 370 mm x 34 mm con pinza monoblocco a sei pistoncini / posteriori: freno carboceramico 340 mm x 34 mm con pinza monoblocco a quattro pistoncini | anteriori: freno carboceramico 370 mm x 34 mm con pinza monoblocco a sei pistoncini / posteriori: freno carboceramico 340 mm x 34 mm con pinza monoblocco a quattro pistoncini | anteriori: freno carboceramico 370 mm x 34 mm con pinza monoblocco a sei pistoncini / posteriori: freno carboceramico 340 mm x 34 mm con pinza monoblocco a quattro pistoncini | anteriori: freno carboceramico 370 mm x 34 mm con pinza monoblocco a sei pistoncini / posteriori: freno carboceramico 340 mm x 34 mm con pinza monoblocco a quattro pistoncini |
| Pneumatici                                                                                | Michelin Pilot sport 4 s anteriore: 235/35 R19 posteriore: 295/30 R20 / Cerchi: anteriori: 19" di diametro x 8,5" posteriori: 20" di diametro x 11"                            | Michelin Pilot sport 4 s anteriore: 235/35 R19 posteriore: 295/30 R20 / Cerchi: anteriori: 19" di diametro x 8,5" posteriori: 20" di diametro x 11"                            | Michelin Pilot sport 4 s anteriore: 235/35 R19 posteriore: 295/30 R20 / Cerchi: anteriori: 19" di diametro x 8,5" posteriori: 20" di diametro x 11"                            | Michelin Pilot sport 4 s anteriore: 235/35 R19 posteriore: 295/30 R20 / Cerchi: anteriori: 19" di diametro x 8,5" posteriori: 20" di diametro x 11"                            | Michelin Pilot sport 4 s anteriore: 235/35 R19 posteriore: 295/30 R20 / Cerchi: anteriori: 19" di diametro x 8,5" posteriori: 20" di diametro x 11"                            |
| Prestazioni dichiarate                                                                    | | | | | |
| Velocità: 334 km/h                                                                        | Velocità: 334 km/h | Velocità: 334 km/h | Accelerazione: | Accelerazione: | Accelerazione: |